# Tonka Petrowa
Tonka Iwanowa Petrowa (bułg. Тонка Иванова Петрова, ur. 1 lutego 1947 w Żelazkowie) – bułgarska lekkoatletka, biegaczka średniodystansowa, halowa mistrzyni Europy z 1974.
Na halowych mistrzostwach Europy w 1971 w Sofii zdobyła brązowy medal w sztafecie 4 × 2 okrążenia (w składzie: Swetła Złatewa, Stefka Jordanowa, Dżena Binewa i Petrowa). Odpadła w eliminacjach biegu na 800 metrów i sztafety 4 × 400 metrów na mistrzostwach Europy w 1971 w Helsinkach. Odpadła w eliminacjach biegu na 1500 metrów na igrzyskach olimpijskich w 1972 w Monachium.
Zdobyła srebrny medal w biegu na 1500 metrów na halowych mistrzostwach Europy w 1973 w Rotterdamie (wyprzedziła ją jedynie Ellen Tittel z RFN), a na halowych mistrzostwach Europy w 1974 w Göteborgu zwyciężyła w tej konkurencji przed Karin Krebs z NRD oraz zdobyła srebrny medal w sztafecie 4 × 2 okrążenia (w składzie: Rosica Pechliwanowa, Nikolina Szterewa, Sonia Zachariewa i Petrowa).
Zdobyła brązowy medal w biegu na 1500 metrów na letniej uniwersjadzie w 1973 w Moskwie. Zwyciężała na tym dystansie na mistrzostwach krajów bałkańskich w 1972 i 1973.
Petrowa była mistrzynią Bułgarii w biegu na 800 metrów w latach 1969–1971 oraz halową mistrzynią swego kraju na tym dystansie w 1973.
Dwukrotnie ustanawiała rekord Bułgarii w biegu na 800 metrów (do czasu 2:07,0 2 sierpnia 1970 w Herfordzie), trzykrotnie w biegu na 1500 metrów (do czasu 4:09,02 7 września 1973 w Edynburgu), raz w biegu na 3000 metrów (czasem 9:07,6 5 lipca 1974 we Frankfurcie nad Menem) i czterokrotnie w sztafecie 4 × 400 metrów (do wyniku 3:40,7 6 sierpnia 1972 w Izmirze).
Po zakończeniu kariery zawodniczej wyszła za mąż i zamieszkała w Auckland w Nowej Zelandii.